# 艾森·馬迪保
艾森·奥马尔·哈吉·馬迪保（阿拉伯语：عاصم عمر الحاج ماديبو；1996年10月22日—），是一名卡塔尔足球运动员，司职中场。现效力于卡塔尔星级足球联赛球队艾杜哈尼，同时也代表卡塔尔国家足球队。

## 荣誉

### 俱乐部
艾杜哈尼
- 卡塔爾星級足球聯賽：2016–17、2019–20
- 卡塔爾酋長盃：2019
- 卡塔爾謝赫賈西姆盃：2016

### 国家队
卡塔尔
- 亚足联亚洲杯：2019冠军
- 國際足協阿拉伯盃：2021季军

卡塔尔U-19
- 亞足聯U-19亞洲盃：2014冠军